# Phyllonastes
Phyllonastes – rodzaj płazów bezogonowych z podrodziny Holoadeninae w obrębie rodziny Craugastoridae.

## Rozmieszczenie geograficzne
Rodzaj obejmuje gatunki występujące w Ekwadorze, Peru, południowo-wschodniej Kolumbii, północno-zachodniej Boliwii i przyległych obszarów w Brazylii.

## Systematyka
Rodzaj zdefiniował w 1977 roku amerykański herpetolog William Ronald Heyer w artykule zatytułowanym Notatki taksonomiczne dotyczące żab z rzek Madera i Purus w Brazylii, opublikowanym w czasopiśmie „Papéis Avulsos de Zoologia”. Gatunkiem typowym jest (oryginalne oznaczenie) P. bagrecito.

### Etymologia
Phyllonastes: gr. φυλλον phullon ‘liść’; ναστης nastēs ‘mieszkaniec’, od ναιω naiō ‘mieszkać’.

### Podział systematyczny
Do rodzaju należą następujące gatunki:
- Phyllonastes arutam (Brito-Zapata, Chávez-Reyes, Pallo-Robles, Carrión-Olmedo, Cisneros-Heredia & Reyes-Puig, 2024)
- Phyllonastes cerrogolondrinas Ortega, Cisneros-Heredia, Camper, Romero-Carvajal, Negrete & Ron, 2025
- Phyllonastes coloma (Guayasamin & Terán-Valdez, 2009)
- Phyllonastes dicaprioi Ortega, Cisneros-Heredia, Camper, Romero-Carvajal, Negrete & Ron, 2025
- Phyllonastes ecuadoriensis Ortega, Cisneros-Heredia, Camper, Romero-Carvajal, Negrete & Ron, 2025
- Phyllonastes heyeri Lynch, 1986
- Phyllonastes lochites (Lynch, 1976)
- Phyllonastes lynchi Duellman, 1991
- Phyllonastes macuma Ortega, Cisneros-Heredia, Camper, Romero-Carvajal, Negrete & Ron, 2025
- Phyllonastes mindo (Reyes-Puig, Guayasamin, Koch, Brito-Zapata, Hollanders, Costales & Cisneros-Heredia, 2021)
- Phyllonastes myrmecoides (Lynch, 1976)
- Phyllonastes naturetrekii (Reyes-Puig, Reyes-Puig, Ron, Ortega, Guayasamin, Goodrum, Recalde, Vieira, Koch & Yánez-Muñoz, 2019)
- Phyllonastes personinus (Harvey, Almendáriz, Brito-M. & Batallas-R., 2013)
- Phyllonastes plateadensis Ortega, Cisneros-Heredia, Camper, Romero-Carvajal, Negrete & Ron, 2025
- Phyllonastes sardinayacu Ortega, Cisneros-Heredia, Camper, Romero-Carvajal, Negrete & Ron, 2025
- Phyllonastes worleyae (Reyes-Puig, Maynard, Trageser, Vieira, Hamilton, Lynch, Culebras, Kohn, Brito-M. & Guayasamin, 2020)